# Heinrich Wahlen
Heinrich Wahlen (* 9. Juni 1930 in Ludweiler, heute Völklingen; † 24. August 2002 ebenda) war ein deutscher Politiker der SPD.

## Beruf
Wahlen ließ sich zum Dreher ausbilden und arbeitete von 1944 bis 1970 in der Völklinger Hütte.

## Politik
Im September 1955 trat Wahlen der SPD bei. Ab 1964 war er dort bis 1990 Vorsitzender des Ortsverbandes Ludweiler. Eine Zeit lang war er auch stellvertretender Vorsitzender bei den Jusos. Von 1967 bis 1970 saß er im Vorstand des Unterverbandes Saarbrücken, von 1972 bis 1974 im Landesvorstand. 1970 wählte der Unterbezirk der SPD in Saarbrücken ihn zu ihrem stellvertretenden Vorsitzenden, 1974 zu ihrem Vorsitzenden. Wenig später wurde er auch Stellvertreter des Vorsitzenden der SPD Saarland.
1956 wurde Wahlen in den Gemeinderat von Ludweiler gewählt, von 1964 bis zur Auflösung infolge der Gebietsreform war er Bürgermeister der Gemeinde. Nach der Eingliederung in die Stadt Völklingen gehörte er dem Ortsrat von Ludweiler an und war dort Ortsvorsteher.
1968 stieg Wahlen zum zweiten Beigeordneten im Landkreis Saarbrücken auf, 1974 wurde er erneut zum Beigeordneten gewählt, ehe er von 1985 bis 1993 das Amt des ersten Beigeordneten im Stadtverband Saarbrücken bekleidete.
Von 1970 bis 1975 gehörte Wahlen dem Landtag des Saarlandes für eine Wahlperiode an.
Darüber hinaus war Wahlen von 1974 an auch Vorsitzender des DRK Saarbrücken-Land.

## Ehrungen
- Ehrenvorsteher
- Verdienstkreuz 1. Klasse der Bundesrepublik Deutschland (1990)
- Ehrenbürger der Stadt Völklingen (seit 26. Januar 2001)
- Bürgermedaille der Stadt Völklingen